# TMEM26
TMEM26‏ (Transmembrane protein 26) هوَ بروتين يُشَفر بواسطة جين TMEM26 في الإنسان.